# Néomercantilisme
Le néomercantilisme est une doctrine économique qui vise à maximiser les exportations d'un pays, freiner ses importations, dégager des excédents budgétaires et commerciaux les plus élevés possibles. Cette doctrine donne un rôle stratégique à l'État en tant que puissance incitatrice. On utilise le préfixe néo- pour désigner les doctrines mercantilistes développées après (et souvent en réaction) à Adam Smith et à l'émergence du libéralisme économique.

## Concept
Le concept de néomercantilisme ne dispose pas d'une définition unique. Certaines considèrent le contrôle le mouvements des capitaux et la centralisation de décisions économiques (c'est-à-dire la prépondérance de la puissance publique) comme centraux. Généralement, l'objectif du néomercantilisme est d'augmenter le niveau de vie par un accroissement de la compétitivité du pays, au détriment des pays partenaires commerciaux. Il peut aussi s'agir de maximiser les réserves de change.
Il est généralement admis que cette politique nécessite des investissements importants de la part de la puissance publique, qui ainsi s'ingère dans le jeu du libre marché. Le gouvernement peut offrir des avantages à des entreprises, ses champions nationaux, afin de les faire gagner des parts de marché à l'international. Le néomercantilisme repose sur l'augmentation des dépenses de recherche et développement afin de donner aux entreprises du pays un avantage compétitif, soutenir des pôles de compétitivité (notamment au niveau régional, via des agents régionales de développement économique), etc.
La Chine, le Japon et Singapour sont qualifiées de néomercantilistes. Pierre Baudry soutient dans un article de 2021 que l'Allemagne mène une politique néomercantiliste. 